# O'Fallon (Illinois)
Pour les articles homonymes, voir O'Fallon.
O'Fallon est une ville de l'Illinois, dans le comté de Saint Clair aux États-Unis.